# Simon Donnelly
Simon Thomas Donnelly, né le 1er décembre 1974, est un footballeur international écossais qui évolue au Celtic FC de 1995 à 2000. Après un passage en Angleterre, au Sheffield Wednesday, il évolue désormais au Partick Thistle FC à la suite de plusieurs blessures sérieuses.